# Randers Diskonto- og Laanebank
Randers Diskonto- og Laanebank A/S var en dansk bank i Kirkegade i Randers oprettet ved statutter af 30. august 1854 (reviderede og ændrede den 28. september 1869 og 28. august 1882). Banken begyndte sin virksomhed 1. december 1854. Den blev fusioneret i anden halvdel af 1900-tallet
Repræsentantskabet bestod af 20 medlemmer, hvoraf den ene halvdel skulle være bosiddende i Randers, den anden halvdel uden for byen. Direktionen bestod af 3 medlemmer, som ledede den daglige forretning, og som havde sæde og stemme i repræsentantskabet. Aktiekapitalen var i 1899 kr. 500.000. 
Unden besættelsen var banken hjemsted for en modstandsgruppe, der blev anholdt 12. december 1944: "Aktionen mod Randers Diskonto- og Laanebank har haft en meget alvorlig Karakter. Banken var aaben Onsdag, men tyske Vagter var opretholdt, og den grundige Undersøgelse af alle Bankens Lokaliteter og Rum fortsættes. Det er nu en Kendsgerning, at der er arresteret tre af Bankens Personale, Fuldmægtig Falking og Bankassistenterne Rabbe og Hagerup-Petersen. Det vides, at en af disse mistænkes for Sabotage og en for Opbevaring af Vaaben: Et Forlydende siger, at der er fundet Vaaben i Banken, men kun i forholdsvis ringe Mængde, saaledes at man ikke forventer Repressalier mod Banken eller Bankbygningen. Det kan oplyses, at Bankfuldmægtig Pein er død i Forbindelse med Aktionen. Han blev syg i sit Hjem, da han Tirsdag Aften fik Meddelelse om, at han eftersøgtes af tysk Politi. Han led af et Hjerteonde og døde en Time senere."

## Ledelse
Denne liste er ufuldstændig; hjælp gerne med at udfylde den.

### Direktion
- Carl Theodor Friedrich Westermann, grosserer og konsul
- Andreas Bredstrup, kancelliråd og prokurator
- Wulff Abraham Simon, kommerceråd og købmand
- Johan Frederik Gøtzsche, købmand
- Alfred Franzen, sagfører

### Formænd for repræsentantskabet
- Johan Ankerstjerne, etatsråd og grosserer